# Семьон Коновалов
Семён Васи́льевич Конова́лов (15 февруари 1920 г., Ямбулат – 4 април 1989 г., Казан) е танкист, участник във Великата отечествена война. Герой на Съветския съюз (1943). От 1956 г. живее в Казан. Дълги години работи в Казанското производствено обединение за изчислителни системи.

## Биография
На 15 февруари 1920 г. той е роден в село Ямбулат в село Свияжск, Казанска губерния (от май Свияжски кантон на ТАССР, сега област Верхни Ослан) в село Ямбулат. От народността Чуш. След завършване на средно образование работи като разносвач на писма в родното си село. През 1939 г. е призован в Червената армия. След като завършва бронетанковото училище Raseinai (Литва, 1941 г.), той е изпратен за участие във Великата отечествена война. Лейтенант Коновалов, командир на взвод от 15-а танкова бригада на 9-а армия на Югозападния фронт, проявява смелост близо до фермата Нижне Митякин, Тарасовски район, Ростовска област, на 13 юли 1942 г. Само един танк от взвода (на командира на взвода) остава непокътнат. След като бригадата завършва ремонта на танковете си, тя е забелязана от два противникови разузнавателни танка. Единият е свален, а другият танк се обръща. Първата вълна от 35 вражески танка атакува. Възползвайки се от благоприятната позиция, Коновалов може да открие огън срещу него. Довеждайки вражеската колона до 500 метра, войниците откриват огън и унищожават 4 танка в първите минути на битката, останалите се връщат назад. След известно време над 50 вражески танка атакуват. Лейтенант Коновалов решава да окаже съпротива и спира още 12 вражески танка. В тази битка неговият екипаж унищожава 16 вражески танка, една бронирана кола и 8 пехотни превозни средства. Съветският танк също е ударен от вражески снаряд и изгорен. 3 войници от екипажа са убити. Коновалов, въоръжен с пистолет, успява да избяга с двама помощници, след седмица той залавя вражески танк и се въръща в съветските войски с този танк. На 31 март 1943 г. е удостоен със званието Герой на Съветския съюз.
През 1946 г. напуска в запас, а през 1950 г. отново е призован в Съветската армия. През 1952 г. завършва висшето училище за подготовка на офицери за бронетанкови войски в Ленинград.
През 1956 г. подполковник Коновалов напуска армията и по-късно се пенсионира. Преподава в танковото училище в Казан, работи като инженер в железниците и Казанското производствено обединение за изчислителни системи в продължение на 25 години. Умира на 4 април 1989 г. Погребан в гробището Арча в Казан.

## В киното
- Въз основа на събитията от живота на Семьон Коновалов през 2018 г. е заснет игралният филм „Неразрушимй“.